# Kanstantin Klimiankou
Kanstantin Klimiankou, né le 3 août 1989 à Minsk, est un coureur cycliste biélorusse.

## Biographie
Il met un terme à sa carrière cycliste à l'issue de la saison 2021. 

## Palmarès

### Par année
- 2009
  - 2e du Puchar Ministra Obrony Narodowej
- 2010
  - 3e du championnat de Biélorussie sur route
- 2011
  - 4e étape du Toscane-Terre de cyclisme
  - Giro della Valsesia
  - Trofeo Gavardo Tecmor
  - 3e de la Cronoscalata Gardone Val Trompia-Prati di Caregno
  -  Médaillé de bronze du championnat d'Europe sur route espoirs
  - 3e du Tour de Lombardie amateurs
- 2016
  - 4e étape du Tour de Serbie

### Classements mondiaux
| Année           | 2009 | 2010 | 2011 | 2012  | 2013 | 2014 |
| --------------- | ---- | ---- | ---- | ----- | ---- | ---- |
| UCI Africa Tour |      |      |      | 125e  |      |      |
| UCI Europe Tour | 380e | 518e | 288e | 1199e |      | 711e |